# Sue Lyon
Suellyn Lyon (Davenport (Iowa), 10 de juliol de 1946 - Los Angeles, 26 de desembre de 2019) va ser una actriu estatunidenca coneguda per haver interpretat el personatge que dona títol al film Lolita de Stanley Kubrick (1962), paper que li va valdre un Globus d'Or.

## Biografia i carrera
Suellyn Lyon va néixer el 10 de juliol de 1946 a Davenport, Iowa. Era la petita de cinc germans, que van quedar orfes de pare quan ella tenia només 10 mesos. Dos anys més tard, la família es va traslladar a Los Angeles, d'on procedia la mare. A l'edat de 13 anys va començar a fer feines puntuals de model per ajudar l'economia famíliar. Va ser en aquest context que Kubrick la va veure en el show televisiu de Loretta Young i l'acabà seleccionant pel paper de Dolores "Lolita" Haze al film Lolita (1962). Va ser triada en part perquè aparentava més edat (la novel·la de Vladimir Nabokov comença quan Lolita té 12 anys i acaba quan en té 17) i Kubrick volia reduir el risc de tenir problemes amb els codis morals de Hollywood. Malgrat suavitzar l'original, la pel·lícula fou una de les més controvertides de l'època.
Sue Lyon tenia només 15 anys quan es va estrenar el film el juny de 1962. Com que no s'hi admetien menors de 16, no va poder-hi assistir per poques setmanes. Immediatament va esdevenir una celebritat i va aconseguir un Globus d'Or a la Nova Estrella de l'Any - Femenina. Malgrat la seva inexperiència, se li valorava que aguantés les seves escenes enfront tres grans actors consagrats: James Mason, Shelley Winters, i Peter Sellers. Arran de la pel·lícula va gravar dues cançons per a la MGM: Lolita Ya Ya (Riddle–Harris) i Turn Off the Moon (Stillman-Harris).
El 1963 Lyon va fer un altre paper d'adolescent seductora a La nit de la iguana de John Huston (1964), on el seu personatge intenta conquerir el predicador en desgràcia interpretat per Richard Burton, contra el parer de Deborah Kerr i Ava Gardner.
A finals d'aquell any es va casar amb l'escriptor i actor Hampton L. Fancher III (ella tenia 17 anys i ell 25). El matrimoni només duraria un any. El desembre de 1964 el seu germà Michael va ser trobar mort a Tijuana, presumptament per una sobredosi de droga. Dos dies després, un periodista li preguntà a la televisió si el seu germà s'havia suïcidat perquè ella havia protagonitzat Lolita.
El 1965 va interpretar una treballadora d'una missió a la Xina en el darrer film del director John Ford, 7 Women. Va tenir el principal paper femení a la comèdia The Flim-Flam Man (1967) i un paper secundari a Tony Rome (1967), protagonitzada per Frank Sinatra. També va interpretar l'esposa del protagonista a Evel Knievel (1971).
El juliol de 1971 es va casar amb l'exjugador i entrenador de futbol americà Roland V. Harrison, amb qui va tenir una filla, Mona Merrill. Per escapolir-se de la pressió negativa del seu entorn, en part deguda al seu matrimoni interracial (ell era afroamericà), es van traslladar a Espanya on Sue Lyon va rodar el film d'intriga Tarots (1972) de José María Forqué, amb Fernando Rey i Gloria Grahame. Tanmateix, Harrison i Lyon es van divorciar l'any 1972.
L'any següent va sorprendre la premsa anunciant la seva boda amb Gary D. “Cotton” Adamson, un presidiari convicte de robatori i assassinat que havia conegut a través d'un amic comú també empresonat. La boda tingué lloc a la presó estatal de Canon City, Colorado. Durant aquest període Sue Lyon va treballar pels drets conjugals dels presos i va aconseguir la reducció de condemna del seu marit. Se'n va divorciar l'any següent, quan ell es va fugar i va cometre un nou robatori.
A la dècada dels 1970s Sue Lyon va quedar relegada a papers secundaris. La seva darrera aparició en una pel·lícula va ser al film Alligator (1980).
Entre el 1983 i el 1984 va estar casada de nou amb Edward E. Weathers. El març de 1985 es va casar per cinquena vegada, amb l'enginyer radiofònic Richard A. Rudman, de qui no es divorciaria fins al 2002. Fins a la seva mort va viure allunyada del focus públic i no va concedir entrevistes.

## Filmografia

### Cinema
| Any  | Títol                                  | Paper                 | Notes                                         |
| ---- | -------------------------------------- | --------------------- | --------------------------------------------- |
| 1962 | Lolita                                 | Dolores "Lolita" Haze | Globus d'Or Nova Estrella de l'Any - Femenina |
| 1964 | La Nit de la iguana                    | Charlotte Goodall     |                                               |
| 1966 | 7 Women                                | Emma Clark            |                                               |
| 1967 | The Flim-Flam Man                      | Bonnie Lee Packard    |                                               |
| 1967 | Tony Rome                              | Diana Pines           |                                               |
| 1969 | Arsenic and Old Lace                   | Elaine Harper         | Telefilm                                      |
| 1970 | But I Don't Want to Get Married!       | Laura                 | Telefilm                                      |
| 1971 | Four Rode Out                          | Myra Polsen           |                                               |
| 1971 | Evel Knievel                           | Linda                 |                                               |
| 1973 | Murder in a Blue World                 | Ana Vernia            |                                               |
| 1973 | Tarots                                 | Angela                |                                               |
| 1976 | Smash-Up on Interstate 5               | Burnsey               | Telefilm                                      |
| 1977 | Crash!                                 | Kim Denne             |                                               |
| 1977 | End of the World                       | Sylvia Boran          |                                               |
| 1977 | Don't Push, I'll Charge When I'm Ready | Wendy Sutherland      | Telfilm, rodat el 1969                        |
| 1978 | Towing                                 | Lynn                  |                                               |
| 1978 | The Astral Factor                      | Darlene DeLong        |                                               |
| 1980 | Alligator                              | Periodista de la NBC  |                                               |

### Televisió
| Any       | Títol                | Paper              | Notes |
| --------- | -------------------- | ------------------ | --- |
| 1959      | Letter to Loretta    | Laurie             | 1 episodi ("Alien Love") com Suellyn Lyon |
| 1969–1974 | Love, American Style | Barbara Eric Julie | 2 episodis ("Love and the Extra Job/Love and the Flying Finletters/Love and the Golden Worm/Love and the Itchy Condition/Love and the Patrolperson", "Love and the Medium/Love and the Bed/Love and the High School Flop-Out") |
| 1970      | The Virginian        | Belinda Ballard    | 1 episodi ("Experiment at New Life") |
| 1971      | Men at Law           |                    | 1 episodi ("Marathon") |
| 1971      | Night Gallery        | Betsy              | 1 episodi ("The Boy Who Predicted Earthquakes/Miss Lovecraft Sent Me/The Hand of Borgus Weems/Phantom of What Opera?") |
| 1978      | Police Story         | Caroline           | 1 episodi ("River of Promises") |
| 1978      | Fantasy Island       | Jill Nolan         | 1 episode ("Reunion/Anniversary") |